# Хозяинов, Сергей Викторович
Сергей Викторович Хозяинов (род. 5 августа 1974) — российский пловец в ластах.

## Карьера
Воспитанник томской школы — клуба СКАТ. Тренер — Александр Шумков.
Чемпион чемпионата мира 1994 года в эстафете 4х200 метров.